# Chef de patrouille
Pour plus de détails, voir Fiche technique et Distribution.
Chef de patrouille (First to Fight) est un film américain réalisé par Christian Nyby, sorti en 1967.

## Synopsis
En 1942, une force de Marines américains est attaquée par les Japonais dans la jungle de Guadalcanal. Le sergent "Shanghai" Jack Conell (Chad Everett) est le seul survivant de son équipe, et lorsqu'il revient dans ses propres lignes, il reçoit une promotion sur le terrain au grade de lieutenant et reçoit la médaille d'honneur du lieutenant-colonel Baseman ( Dean Jagger).
Renvoyé chez lui pour un War Bonds Tour , Connell hésite à échanger sur son héroïsme et ne se considère pas comme un héros, juste comme un survivant. Quand il rentre chez lui, malgré les efforts de ses amis pour lui trouver des rendez-vous, il tombe amoureux de Peggy Sandford (Marilyn Devin) et les deux se marient. Son fiancé a été tué et Peggy extrait une promesse de Connell qu'il ne retournera pas dans la guerre. Pendant un certain temps, il forme de nouvelles recrues à la base marine de Camp Pendleton , mais est bouleversé émotionnellement car il en vient à se considérer comme un fainéant et traite ses stagiaires durement dans la conviction qu'ils doivent être endurcis pour le combat.
Avec une confrontation avec le lieutenant-colonel Baseman qui a peur pour lui et son état mental, Connell se voit offrir la chance de retourner dans les lignes. Il se porte volontaire pour retourner au combat, mais même avec Peggy, maintenant enceinte et craignant pour lui, le libérant de sa promesse, Connell a du mal à devenir le guerrier qu'il était autrefois. Après avoir gelé au combat, il finit par prendre en charge son unité et les mène avec succès dans un raid contre un bastion insulaire japonais.

## Fiche technique
- Titre original : First to Fight
- Titre français : Chef de patrouille
- Réalisation : Christian Nyby
- Scénario : Gene L. Coon
- Photographie : Harold E. Wellman
- Montage : George R. Rohrs
- Musique : Fred Steiner
- Pays de production : États-Unis
- Format : Couleurs - Mono
- Genre : guerre
- Durée : 92 minutes
- Date de sortie : 1967
- Affiche : Raymond Elseviers (Belgique)

## Distribution[1]
- Chad Everett : Sgt. Jack Connell
- Marilyn Devin : Peggy Sanford
- Dean Jagger : Lt. Col. E.J. Baseman
- Bobby Troup : Lt. Overman
- Claude Akins : Capt. Mason
- Gene Hackman (VF : Jean Clarieux) : Sgt. Tweed
- James Best : Gunnery Sgt. Ed Carnavan
- Norman Alden : Sgt. Schmidtmer
- Bobs Watson : Sgt. Maypole
- Ken Swofford : O'Brien
- Parmi les acteurs non crédités :
- Nicky Blair : Reporter
- William Conrad : Narrateur (voix)
- Wings Hauser : Ragan
- John McCook : Ford
- Basil Poledouris : Sergent Custer
- Casey Kasem